# Storkök

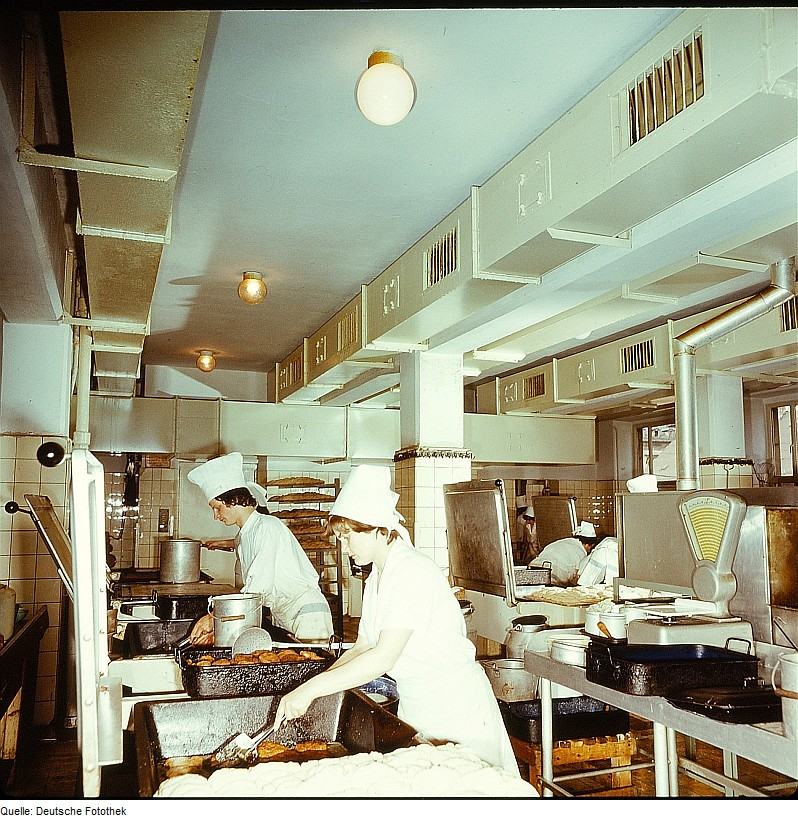
Storkök i Karl-Marx-Stadt i före detta DDR 1978

Ett storkök är hela produktionsdelen i ett storhushåll. Det är lokaler från varuintag till utlämning eller servering. De är avsedda för tillagning av ett fåtal maträtter till många människor samtidigt. Det som framförallt skiljer storköket från det vanliga köket eller ett mindre restaurangkök är att lösa kokkärl sällan används. 
Storkök kan indelas i tillagningskök, som lagar mat från alla typer av råvaror, respektive mottagningskök, som tar emot mat från tillagningskök och som i vissa fall tillagar ris, potatis, pasta och grönsaker. 
I storköket används till exempel stekbord i stället för stekpannor och kokgrytorna har inbyggd uppvärmning och ofta även inbyggd omrörare. Maten kan serveras i stora plåt- eller plastkärl, kantiner.
Personal i storkök använder vanligen lämpliga arbetskläder, vilket inkluderar ett hygieniskt förkläde. Personal i storkök har arbetstitlar som köksbiträde, kokerska och husmor.
I Sverige omfattas storkök av livsmedelslagstiftningen. Till storköket räknas varumottagning, lagerrum, matsal, personalutrymmen och andra biutrymmen som har betydelse för livsmedelshygienen.